# 1053-as busz
Az 1053-as jelzésű autóbuszvonal Budapest és Miskolc (Budapest – Eger – Bükkszentkereszt – Lillafüred – Miskolc) között húzódó országos vonal, amelyet a Volánbusz Zrt. üzemeltet.

## Útvonala
A budapesti XIV. kerületi, a Puskás Ferenc Stadion mellett fekvő autóbusz-pályaudvarról indul, a főváros 3 legnagyobb autóbuszos végállomásának egyikéről. Északnyugati irányban indul el a Hungária körúton párhuzamosan az 1-es és 1A jelzésű villamosvonalakkal. Útját Rákosrendező vasútállomás közelében, a Kacsóh Pongrác úton folytatja, Rákospalota felé hagyja el a fővárost, immáron az M3-as autópályán. A gyorsforgalmi utat a 108. kilométeri lehajtójánál hagyja el, áttér az M25-ös autóútra, azon érkezik Heves megye megyeszékhelyére, Egerbe. A települést a 25-ös főúton keresztezi, kizárólag a forgalmasabb megállóiban áll meg, Lajosváros és a vasútállomása mellett érnek a buszállomásra. Aztán Nagylapos és Felnémet felé halad tovább, majd Eger-Felnémet vasútállomás mellett a felsőtárkányi úton hagyja el Egert. Az erdei állami vasúttal rendelkező Felsőtárkány következik, ezt követően 30 kilométeren át egy falvat sem érint. Magyarország egyik legszebb tájain, a Bükkön át vezet útja, délnyugati részéből az északkeletibe. Felkeresi a Tamás-kútját, a Bükki Csillagdát, Répáshuta közelét, Hollóstetőt, így érkezik Bükkszentkereszt zsákfaluba. Utána Lillafüred jön, az erdei vasút végállomását, a Lillafüredi-vízesést, a Palotaszállót, és a Hámori-tót is súrolja. Felső- és Alsóhámoron át, majd a Csanyik-völgyön keresztül Miskolc városába érkezik. A városi Búza téri autóbusz-állomáson végállomásozik, előtte a nagyvárosban az Újgyőri főtéren, Diósgyőrön és a Vologda városrészében kanyarog.

## Közlekedése
Indításai hétvégéken történnek, naponta 1 pár. A nyári és téli időszámítási, Miskolcról való indítás eltérő időpontokban történik vissza a fővárosba. A borsodi megyeszékhely és a főváros az 1050-es buszokkal összekötött Miskolc – Mezőkövesd – Eger – Gyöngyös – Budapest útvonalon, kétóránként, illetve több vonattal is a nap folyamán.
Az alábbi helyeken kínál csatlakozást:
- Eger vá., bej. út – vasúti csatlakozás Budapest felé/felől (87a-s és 80-as vasútvonal)

| Viszonylat                                      | Indításszám | Közlekedési rend |
| ----------------------------------------------- | ----------- | ---------------- |
| Budapest, Stadion aut. pu. – Miskolc, aut. áll. | 1 pár       | hétvégén         |

## Megállóhelyei
| 0  | Budapest, Stadion autóbusz-pályaudvar végállomás | 0.0 km   | 95, 130, 195 396, 397, 398, 399, 400, 402, 410, 411, 412, 413, 414, 415, 422, 424, 430, 432, 434, 435, 436, 437, 438, 439, 440, 441, 442, 485, 486 901, 908, 908A, 918, 931, 931A, 956, 990 1020, 1021, 1024, 1031, 1034, 1040, 1044, 1045, 1046, 1049, 1050, 1052, 1054, 1055, 1066, 1067, 1068, 1069, 1070, 1075, 1076, 1077, 1078 73, 75, 77, 80 1, 1A |
| 1  | Budapest, Kacsóh Pongrác út                      | 3.8 km   | 25, 32, 225 396, 397, 398, 399, 400, 402, 412, 413, 414, 415, 422, 424, 432, 433, 434, 435, 436, 437, 438, 439, 442 901, 918 1020, 1021, 1024, 1031, 1034, 1040, 1044, 1045, 1046, 1049, 1050, 1052, 1054, 1055, 1066, 1067, 1068, 1069, 1076 74, 81, 82 1, 1A, 3, 69 |
| 2  | Budapest, Szerencs utca                          | 7.7 km   | 225 396, 397, 398, 399, 400, 402, 412, 413, 414, 415, 422, 424, 432, 433, 434, 435, 436, 437, 438, 439, 442 1020, 1021, 1024, 1031, 1034, 1040, 1044, 1045, 1046, 1049, 1050, 1052, 1054, 1055, 1066, 1067, 1068, 1069, 1076 |
| 3  | Eger, Tompa utca                                 | 125.3 km | 3A, 6, 11, 12, 13, 14, 14E, 16, 112, 113, 914 1050, 1051, 1054, 1343, 1346, 1348, 1362, 1380, 1427, 1466, 1517 3402, 3408, 3410, 3411, 3414, 3423, 3424, 3426, 3430, 3431, 3432, 3433, 3434, 3435, 3436, 3440, 3441, 3442, 3443, 3444, 3445, 3446, 3448, 3472, 3479, 3482, 3484, 3667, 4011, 4015, 4157 |
| 4  | Eger vasútállomás, bejárati út                   | 126.9 km | 11, 12, 13, 14, 14E, 112, 113 1050, 1051, 1054, 1343, 1346, 1348, 1362, 1380, 1383, 1427, 1466, 1517 3400, 3402, 3408, 3410, 3411, 3414, 3423, 3424, 3426, 3430, 3431, 3432, 3433, 3434, 3435, 3436, 3440, 3441, 3442, 3443, 3444, 3445, 3446, 3448, 3472, 3479, 3482, 3484, 3667, 4011, 4015, 4157 IC, személyvonat – Eger [87/87a] |
| 5  | Eger, színház (↓)                                | 127.6 km | 2, 2A, 7, 7A, 11, 12, 14, 14E, 17, 112 1050, 1054, 1343, 1344, 1346, 1348, 1362, 1381, 1426, 1427, 1447, 1468, 1517 3402, 3408, 3410, 3411, 3414, 3419, 3420, 3423, 3424, 3426, 3430, 3431, 3433, 3434, 3435, 3436, 3440, 3441, 3442, 3443, 3444, 3445, 3448, 3667, 4011, 4014, 4015, 4018, 4021, 4022, 4157 |
| 6  | Eger, autóbusz-állomás                           | 128.3 km | 2, 2A, 4, 5, 5A, 6, 7, 7A, 11, 12, 14, 14E, 16, 17, 112, 914 1049, 1050, 1051, 1054, 1343, 1344, 1346, 1347, 1348, 1349, 1351, 1352, 1362, 1380, 1383, 1426, 1427, 1447, 1448, 1466, 1468, 1517 3400, 3402, 3403, 3405, 3406, 3407, 3408, 3409, 3410, 3411, 3412, 3414, 3415, 3416, 3417, 3418, 3419, 3420, 3423, 3424, 3426, 3430, 3431, 3432, 3433, 3434, 3435, 3440, 3441, 3442, 3443, 3444, 3445, 3446, 3448, 3450, 3455, 3456, 3457, 3458, 3462, 3469, 3470, 3471, 3472, 3473, 3474, 3476, 3479, 3480, 3481, 3482, 3483, 3484, 3488, 3604, 3660, 3667, 4012, 4014, 4015, 4021, 4157                   |
| 7  | Eger, Kővágó tér                                 | 130.8 km | 4, 7, 11, 13, 14, 14E, 17, 113 1051, 1054, 1383 3400, 3402, 3403, 3404, 3408, 3409, 3410, 3411, 3412, 3435, 3454, 3481, 4157 |
| 8  | Eger, Nagylapos                                  | 132.0 km | 4, 11, 14, 14E, 16, 914 1054, 1383 3400, 3402, 3403, 3404, 3405, 3408, 3409, 3410, 3411, 3412, 3414, 3435, 3481, 4157 |
| 9  | Eger (Felnémet), felsőtárkányi elágazás          | 133.0 km | 4, 11, 14, 14E, 16, 914 1383 3400, 3402, 3403, 3404, 3405, 3408, 3409, 3410, 3411, 3412, 3414, 3435, 3481, 4157 |
| 10 | Felsőtárkány, Mészégető                          | 137.5 km | 1383 3405, 3414, 3435 |
| 11 | Felsőtárkány, autóbusz-váróterem                 | 138.6 km | 1383 3405, 3414, 3435 |
| 12 | Felsőtárkány, fűtőház                            | 140.1 km | 1383 3405, 3414, 3435 |
| 13 | Felsőtárkány, csárda                             | 140.6 km | 1383 3405, 3435 |
| 14 | Barátvölgyi rom                                  | 142.8 km | 1383 |
| 15 | Tamás-kútja                                      | 149.9 km | 1383 |
| 16 | Pazsag turistaház bejárati út                    | 152.0 km | 1383 |
| 17 | Hárskúti elágazás                                | 153.7 km | 1383 |
| 18 | Bánya-hegyi elágazás                             | 157.3 km | 1383 |
| 19 | Répáshutai útőrház                               | 158.8 km | 1383 |
| 20 | Répáshuta, Bükki Csillagda                       | 159.8 km | 1383 3755 |
| 21 | Répáshutai elágazás                              | 162.5 km | 1383 3755 |
| 22 | Pénzpataki őrház                                 | 164.3 km | 1383 3755 |
| 23 | Rejteki munkásszállás                            | 166.0 km | 1383 3755 |
| 24 | Hollóstető, turistaház                           | 169.2 km | 1383 3755 |
| 25 | Rókafarm                                         | 170.1 km | 1383 3755 |
| 26 | Bükkszentkereszt, Kis-hollós                     | 172.5 km | 1383 3755 |
| 27 | Bükkszentkereszt, Borostyán Étterem              | 172.8 km | 1383 3755 |
| 28 | Bükkszentkereszt, autóbusz-forduló               | 173.5 km | 1383 3755 |
| 29 | Bükkszentkereszt, Borostyán Étterem              | 174.2 km | 1383 3755 |
| 30 | Bükkszentkereszt, Kis-hollós                     | 174.5 km | 1383 3755 |
| 31 | Rókafarm                                         | 176.9 km | 1383 3755 |
| 32 | Hollóstető, turistaház                           | 177.8 km | 1383 3755 |
| 33 | Miskolc (Lillafüred), 5-ös végállomás            | 183.4 km | 5, 15 1383 3755 |
| 34 | Miskolc, Lillafüred vasútállomás                 | 184.5 km | 5, 15 1383 3755 Lillafüredi Állami Erdei Vasút |
| 35 | Miskolc, Felsőhámor                              | 185.8 km | 5, 15 1383 3753, 3755 |
| 36 | Miskolc, Csanyik-völgy                           | 187.4 km | 5, 15 1383 3755 |
| 37 | Miskolc (Diósgyőr), Felső-Majláth                | 189.6 km | 1, 1G, 1VP, 5, 15, 21, 53, 54, 101B, 901, ZOO 1383 3753, 3755 1 |
| 38 | Miskolc, Újgyőri főtér                           | 194.2 km | 1, 1G, 1VP, 6, 9, 16, 19, 21, 21G, 29, 39, 53, 54, 68, 101B, 901 1383 3753, 3755, 3756 1, 1A, 2 |
| 39 | Miskolc, Dózsa György utca                       | 198.1 km | 1, 1G, 34, 34G, 54, 101B, 901 1383 3701, 3735, 3755 |
| 40 | Miskolc, autóbusz-állomás végállomás             | 199.1 km | 1, 1G, 3, 3A, 4, 7, 11, 12G, 20, 20A, 24, 28, 32, 34G, 35, 43, 44, 45, 101B, 900, 914, 935 1050, 1369, 1370, 1372, 1373, 1374, 1375, 1376, 1377, 1380, 1381, 1383, 1384, 1410, 1411 3700, 3701, 3702, 3703, 3704, 3705, 3706, 3707, 3708, 3709, 3710, 3711, 3712, 3714, 3715, 3716, 3717, 3718, 3719, 3720, 3721, 3722, 3723, 3724, 3726, 3727, 3728, 3729, 3730, 3731, 3733, 3734, 3735, 3736, 3737, 3738, 3739, 3740, 3741, 3742, 3743, 3744, 3745, 3746, 3747, 3748, 3749, 3750, 3751, 3752, 3753, 3754, 3755, 3757, 3760, 3761, 3764, 3765, 3766, 3767, 3770, 3772, 3773, 3774, 3775, 3776, 3777, 4019 |